# ТриМоб
ТриМоб — украинская телекоммуникационная компания, общество с ограниченной ответственностью, национальный оператор мобильной связи. Оказывает услуги с использованием стандарта UMTS/W-CDMA, ранее предоставлявшиеся Utel, филиалом ПАО «Укртелеком».
Код сети мобильной связи — +380 91. Количество абонентов — 250 тысяч (20 апреля 2018 года).
Идентификатор сети — 25507
3G покрытие оператора охватывает город Киев. При выходе из зоны 3G клиент автоматически подключается к национальному роумингу в сети Vodafone Украина.

## История
1 ноября 2007 года состоялся коммерческий запуск первой на Украине мобильной сети 3-го поколения UMTS.
3 марта 2010 года был открыт национальный двухсторонний GSM-роуминг в сети «Киевстар» для абонентов мобильной связи «Укртелеком». Ранее (в конце 2007 г.) аналогичное соглашение «Укртелеком» заключил с «Билайном».
C 22 марта 2010 года услуги сотовой связи предоставляются под брендом «ОГО! Мобильный»
На общем собрании акционеров ПАО «Укртелеком» 14 июня 2011 года принято решение о выделении мобильного подразделения в отдельное акционерное общество с целью продажи
C 1 января 2012 года ПАО «Укртелеком» прекратило деятельность по предоставлению услуги мобильной (сотовой) связи. Начиная с этого времени эти услуги предоставляются оператором телекоммуникаций ООО «ТриМоб».
С 10 февраля 2015 года приостановили деятельность на территории Крыма.